# Keilir
Keilir är en vulkan i republiken Island. Den ligger i regionen Suðurnes, 25 km sydväst om huvudstaden Reykjavík. Toppen på Keilir är 278 meter över havet, eller 188 meter över den omgivande terrängen. Bredden vid basen är 1,2 km.
Runt Keilir är det glesbefolkat, med 18 invånare per kvadratkilometer. Närmaste större samhälle är Hafnarfjörður, omkring 18 kilometer nordost om Keilir. Trakten runt Keilir består i huvudsak av gräsmarker.